# Arbanitis rapax
Espèce
Synonymes
- Misgolas rapax Karsch, 1878
- Misgolas hubbardi Wishart, 1992

Arbanitis rapax est une espèce d'araignées mygalomorphes de la famille des Idiopidae.

## Distribution
Cette espèce est endémique de Nouvelle-Galles du Sud en Australie. Elle se rencontre vers Gerringong.

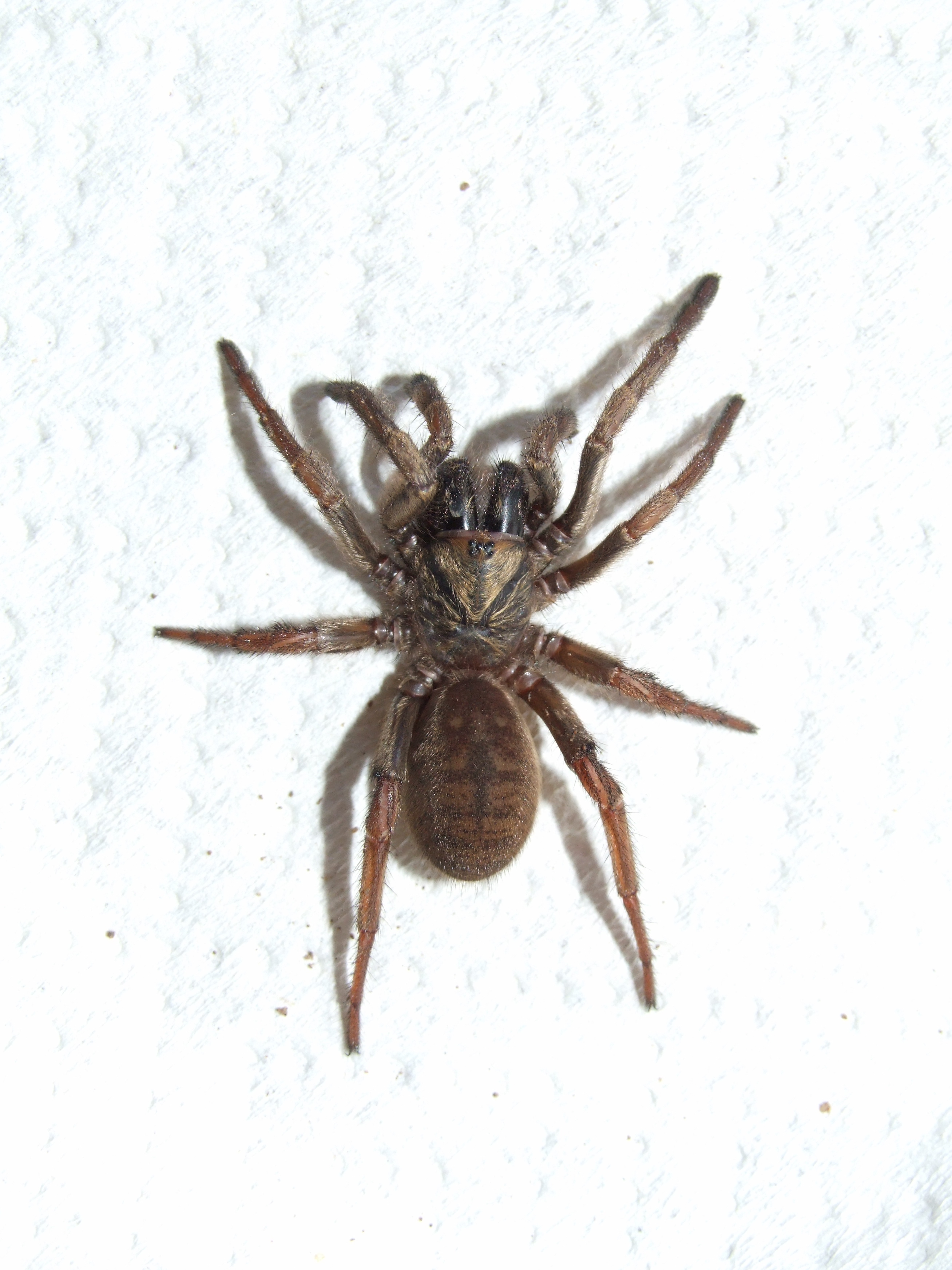
Arbanitis rapax ♀.

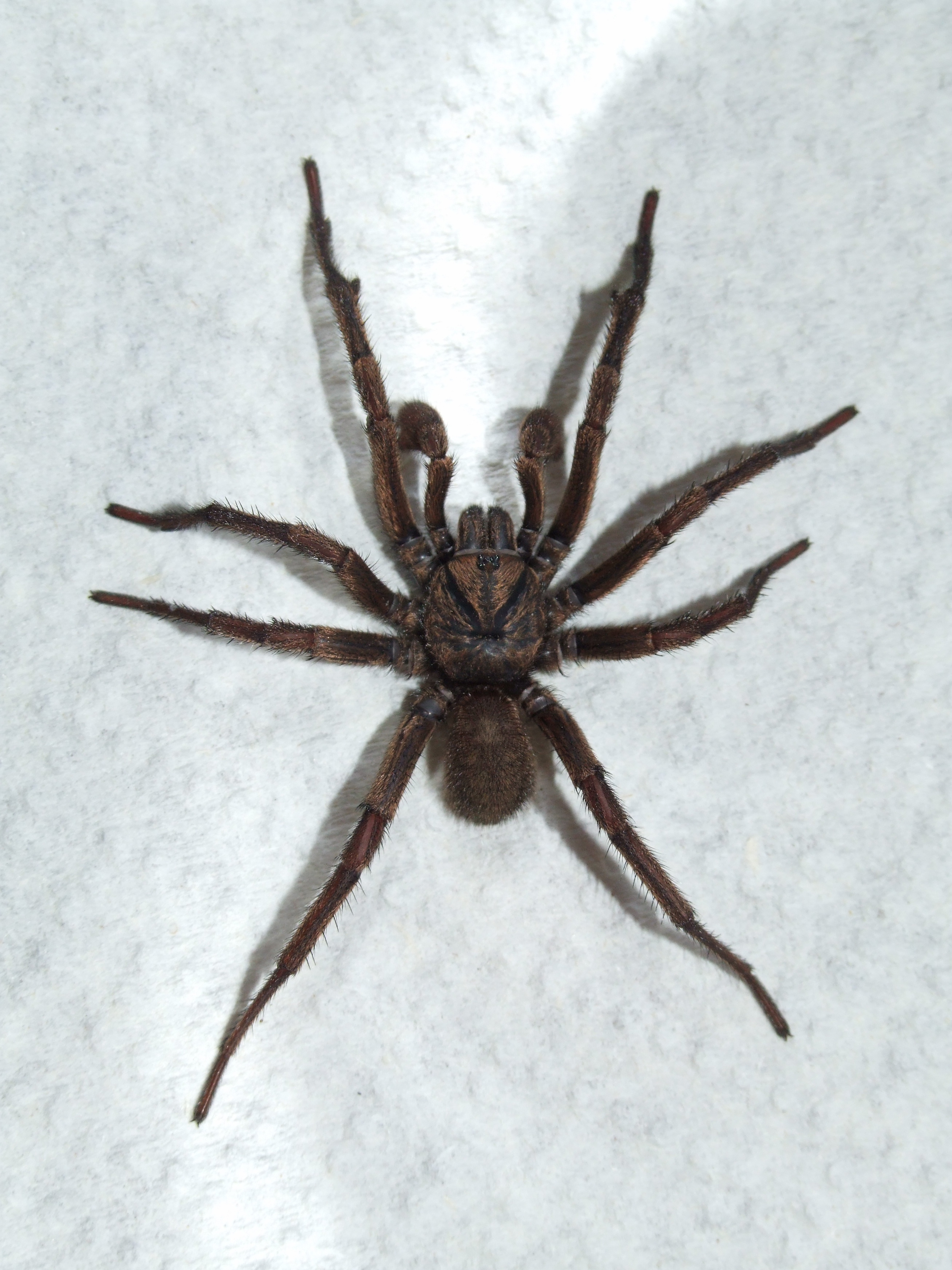
Arbanitis rapax ♂.

## Publication originale
- Karsch, 1878 : Exotisch-araneologisches. 2 Zeitschrift für die gesammten Naturwissenschaften, vol. 51, p. 771-826.